# Helina obscuratoides
Helina obscuratoides är en tvåvingeart som först beskrevs av Johann Andreas Schnabl 1887.  Helina obscuratoides ingår i släktet Helina och familjen husflugor. Inga underarter finns listade i Catalogue of Life.